# Peter Fröhlich
Peter Fröhlich, de son vrai nom Peter Fritsch (né le 29 août 1938 à Wiener Neustadt, mort le 11 juillet 2016 à Altaussee) est un acteur et chanteur autrichien.
La légende raconte que son nom de scène en 1964 vient de son ami de longue date Franz Antel, car il existait déjà un Willy Fritsch et un Thomas Fritsch à cette époque.

## Biographie
Fils d'une professeure de collège et d'un avocat, il grandit à Pitten en Basse-Autriche et veut devenir acteur de bonne heure, à quatre ans en voyant Rêve blanc. À dix ans, il monte sur scène pour la première fois au Stadttheater Wiener Neustadt (de). Sa mère soutient son ambition d'acteur, mais insiste après avoir obtenu sa maturité à Wiener Neustadt pour des études de droit. Au cours de ses études à Vienne dans différents domaines d'études, il suit des cours de théâtre auprès de Zdenko Kestranek et Fred Liewehr.
Après avoir terminé sa formation d'acteur, Fröhlich est acteur et metteur en scène assistant à partir de 1958 dans de petits théâtres viennois. Il a des engagements notamment au Volkstheater et au Theater in der Josefstadt. Pendant des décennies, il apparaît sur les scènes germanophones, notamment à Vienne, Munich, Francfort, Hambourg et Berlin, où il prouve son talent, notamment dans de nombreuses pièces de boulevard.
Il est aussi présent dans des comédies musicales, notamment au Theater an der Wien. Pour son dernier rôle musical, il joue au Raimundtheater en 2010 dans Ich war noch niemals in New York (de).
Avec la mise en scène d'opérettes telles que Paganini à Francfort, ainsi que de chansons qu'il compose, écrit et interprète, Peter Fröhlich prouve sa diversité artistique. Avec sa conférence sur les chansons et l'histoire de Vienne dans de nombreuses villes européennes, il est considéré comme un "ambassadeur de Vienne".
Au total, Peter Froehlich a donné jusqu'en 2011 5 600 représentations sur scène. Le 13 novembre 2016, il voulait être sur la scène du 18e Wienerlied Rathaus Gala, mais il meurt subitement en juillet.
En plus d'être acteur de théâtre, Fröhlich joue dès 1957 dans des productions cinématographiques et télévisuelles autrichiennes et allemandes. Il succède en 1969 à Chris Howland pendant un an à l'animation de l'émission Musik aus Studio B (de). De 1986 à 1990, il présente Fröhlich am Samstag.
Dans les années 1990, Frohlich gagne une grande popularité en Autriche grâce à son rôle dans la série de l'ORF Kaisermühlen Blues (en).
Peter Fritsch est marié pour la deuxième fois à Anita, une ancienne ballerine. En 2011, il vit à Munich depuis environ cinquante ans, mais envisage à l'époque de revenir à Pitten ou dans les environs.

## Filmographie
- 1957 : L'Aubergiste des bords du Danube (Die Lindenwirtin vom Donaustrand)
- 1957 : Vienne, ville de mes rêves (Wien, du Stadt meiner Träume)
- 1958 : Hallo Taxi
- 1958 : Les Enfants du cirque (Solang' die Sterne glüh'n)
- 1958 : La Maison des trois jeunes filles
- 1960 : Kriminaltango
- 1962 : Dicke Luft (de)
- 1962 : Musica-stop
- 1963 : Le Grand Jeu de l'amour (Das große Liebesspiel)
- 1964 : Petit Déjeuner avec la mort (Frühstück mit dem Tod)
- 1964 : Marika, un super show
- 1964 : Bons baisers du Tyrol (Liebesgrüße aus Tirol)
- 1965 : Der wahre Jakob (TV)
- 1966 : Ein Tag in Paris (TV)
- 1972 : Der Graf von Luxemburg
- 1979 : Träume kann man nicht verbieten (TV)
- 1984-1991 : Die liebe Familie (en) (série télévisée)
- 1992-2000 : Kaisermühlen Blues (de)
- 1994-1995 : Unsere Schule ist die Beste (série télévisée)
- 1996 : Ein fast perfekter Seitensprung (de)
- 1997 : Eine fast perfekte Scheidung
- 1998 : Hinterholz 8
- 2003 : MA 2412 – Die Staatsdiener
- 2005-2006 : Le Tourbillon de lamour (Sturm der Liebe) (série télévisée)
- 2014 : Tatort: Paradies (de) (série télévisée)